# 内阿彭策尔州
内阿彭策尔州（德語：Kanton Appenzell Innerrhoden）是瑞士人口最少的一個州，面積排名倒數第二，只比巴塞爾城市州大。位於瑞士東北方，首府為阿彭策爾，是一個以農牧業，如放牧牛隻與乳製品生產為主的地區。
內阿彭策爾是在1597年，前阿彭策爾州由於宗教問題而分裂時所產生的其中一州，另一州為外阿彭策尔州。此州的憲法訂定於1872年，每年4月的最後一個星期天，州內公民會至首府參與一場稱為「州民大會」（Landsgemeinde）的集會，制定法律定選出政府官員。此外，內羅得阿彭策爾的女性直到1990年才獲得州層級的選舉權。

## 外部連結
- Official website （英文）
- Säntis（页面存档备份，存于） （德文）